# Arno Bezemer
Arno Bezemer (28 juni 1967) is een Nederlands schaker. Hij heeft de titel FIDE Meester (FM).

## Schaakcarrière
- In 1988 won Bezemer het Eijgenbroodtoernooi.
- In het seizoen 1997/98 was Bezemer onderdeel van het team van SV Zukertort Amstelveen dat derde werd in de Meesterklasse.
- Van 10 t/m 12 juni 2005 speelde hij mee in het toernooi om het 32ste Open Kampioenschap van Utrecht dat met 5.5 uit zes gewonnen werd door Erwin l'Ami. De Bulgaar Ventzislav Inkiov eindigde met 5.5 punt op de tweede plaats terwijl Arno, Friso Nijboer en Sebastian Siebrecht met vijf punten gedeeld derde werden.
- Op 3 juli 2005 werd in Amsterdam het 14de Kroeglopertoernooi voor paren verspeeld. Er waren drie winnaars met 12.5 punt t.w. [ark Clijsen met Maurice Peek, Jaap de Jager met Ron Wagenaar en Arno Bezemer met Robbert Kikkert.
- Van 6 t/m 13 augustus 2005 speelde Bezemer mee in het Hogeschool Zeeland schaaktoernooi te Vlissingen en eindigde daar met zes punten uit negen ronden.
- Bezemer won tweemaal het Wil Haggenburg-toernooi voor persoonlijk kampioenschap van de Schaakbond Groot-Amsterdam: In 2001 en 2007.